# Tjubuni
Tjubuni (en georgiano: თხუბუნი; en abjasio: Ҭҳәыбын, romanizado: Tjuybyn; en ruso: Тхубун, romanizado: Tjubun) es una aldea que pertenece a la parcialmente reconocida República de Abjasia, parte del distrito de Gulripshi, aunque de iure pertenece al municipio de Gulripshi de la República Autónoma de Abjasia de Georgia.

## Toponimia
La aldea se denominaba anteriormente Vardisubani (en georgiano: ვარდისუბანი).

## Geografía
Tjubuni se encuentra en la llanura del mar Negro, en la desembocadura del río Kelasuri en el mar Negro. La aldea está a 1 km de Gulripshi y se administra desde el pueblo de Machara.

## Demografía
La evolución demográfica de Tjubuni entre 1959 y 1989 fue la siguiente:
| 330                                                 | 854 |
| (Fuente: Population of Abkhazia since Soviet times) |     |

Antes de la guerra de Abjasia, la mayoría de la población local eran georgianos y rusos.

## Infraestructura

### Transporte
La autopista hacia el valle de Kodori pasa por Tjubuni. La aldea está conectada con Sujumi mediante el transporte público de la ciudad.